# Scheiben (Rosaliengebirge)
Der Scheiben ist ein 352 m ü. A. hoher Berg oder eine Flur im Rosaliengebirge in Niederösterreich. Er liegt nordöstlich von Katzelsdorf und südlich von Neudörfl. Nur etwa 500 Meter nördlich bzw. einen Kilometer östlich des Gipfels verläuft die Grenze zum Burgenland. Nachbarberg ist der Mitterriegel (506 m) im Südosten. Der Scheiben ist die letzte Erhebung des nördlichen Rosaliengebirges, bevor dieses in Richtung Neudörfl hin abfällt. Nördlich des Scheiben verläuft die Mattersburger Schnellstraße. Am nordwestlichen Abhang des Scheiben liegt ein Steinbruch.